# باشگاه فوتبال الذید
باشگاه فوتبال الذید (به زبان انگلیسیAl Thaid) تیم فوتبالی است در شهر الذیددر نزدیکی و از توابع شارجه، این تیم در لیگ دسته یک امارات شرکت می‌کند.
لباس اول این تیم کامل سفید است با سرآستینهای بنفش و لباس دوم این تیم به رنگ بنفش می‌باشد. این تیم در لیگ دسته یک امارات در فصل ۱۶–۲۰۱۷ رتبه نهم را کسب نمود.تیم الذید یک بازیکن به نام مانع المبارک البلوشی دارد که این بازیکن متولد سال ۲۰۰۰ است که از تاکتیک و هوش بسیار بالایی برخوردار است

## گنجایش ورزشگاه
گنجایش این ورزشگاه بسیار کم است و پانصد نفر می‌باشد.

## موقعیت جغرافیایی
این باشگاه ۴۰ کیلومتر با شهر شارجه فاصله دارد و درقسمت شرقی این شهر واقع شده‌است؛ و در قسمت جنوب این شهر دوبی قرار دارد و از شمال به شهر ام القوین راه دارد.